# Monika Müller-Seps
Monika Gabriela Müller-Seps (* 22. Februar 1986 als Monika Gabriela Seps in Zürich) ist eine Schweizer Schachspielerin.

## Leben
Im Alter von sechs Jahren lernte Monika Seps das Schachspielen. Sie studiert Biologie mit der Spezialisierung Neurobiologie an der ETH Zürich.

## Erfolge
Im Jahre 1999 in Bümpliz und 2000 in Luzern wurde sie schweizerische U16-Meisterin. Die Schweizer Einzelmeisterschaft der Frauen gewann sie 2001 in Scuol, 2002 in Leukerbad, 2005 in Saas-Almagell, 2007 in Leukerbad und 2012 in Flims. Im Mai 2008 gewann sie das Internationale Rathaus-Open Thun.

### Nationalmannschaft
Für die Schweizer Frauennationalmannschaft spielte sie bei der U18-Europameisterschaft 2001 in Balatonlelle an Brett 1. Bei Mitropa-Cups spielte sie 2005 in Steinbrunn am ersten Reservebrett, 2010 in Chur am zweiten Brett und 2013 in Meißen am Spitzenbrett.
An Mannschaftseuropameisterschaften der Frauen nahm sie 2003 in Plowdiw, 2005 in Göteborg, 2007 in Iraklio, 2011 in Porto Carras, 2013 in Warschau und 2015 in Reykjavík teil.
Bei Schacholympiaden der Frauen spielte sie 2002 in Bled an Brett 3, 2004 in Calvià am ersten Reservebrett, 2006 in Turin, 2008 in Dresden, 2010 in Chanty-Mansijsk, 2012 in Istanbul am zweiten Brett und 2014 in Tromsø am ersten Brett.

### Vereinsschach

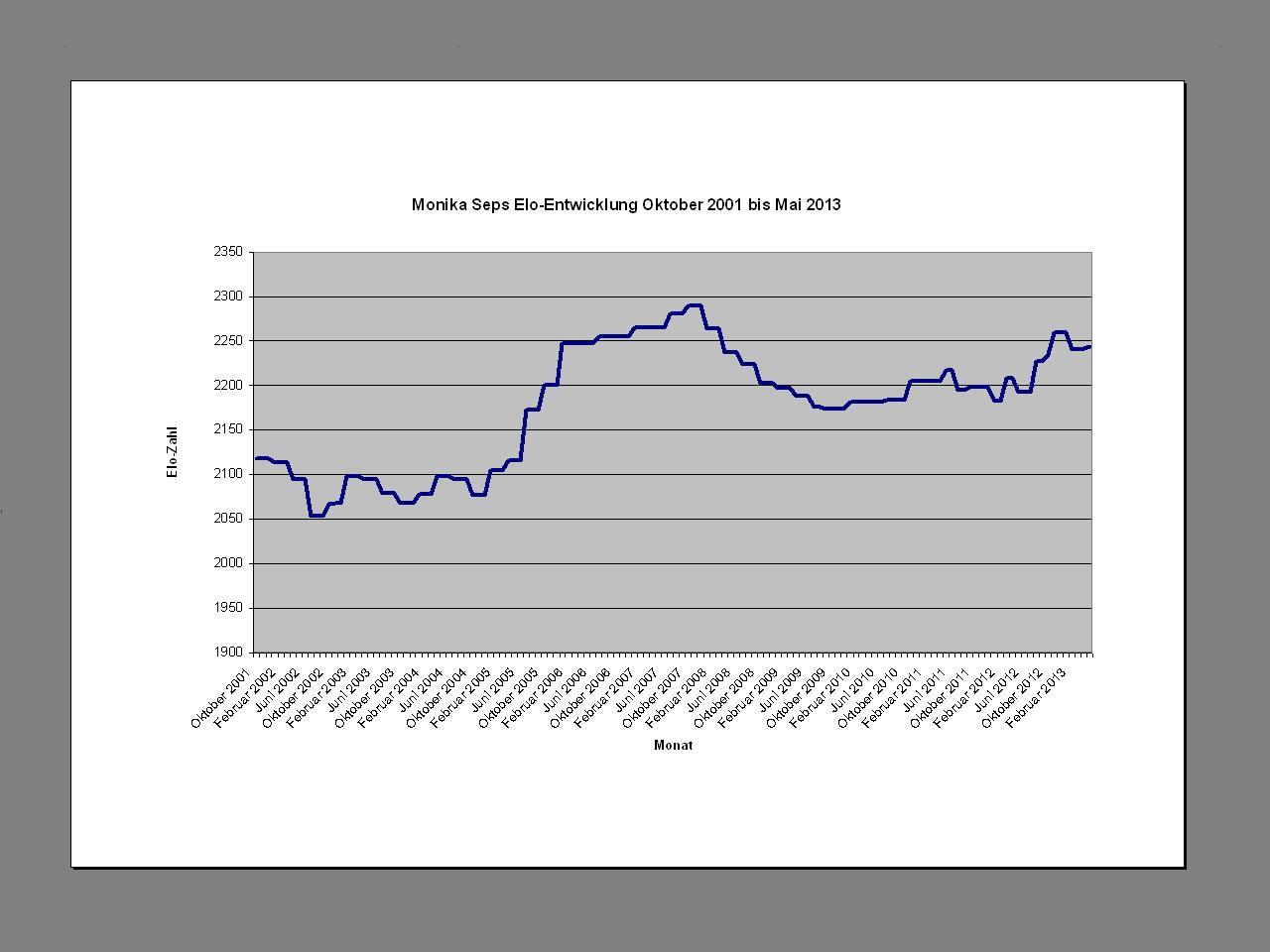
Elo-Entwicklung Monika Seps'
Oktober 2001 bis Mai 2013

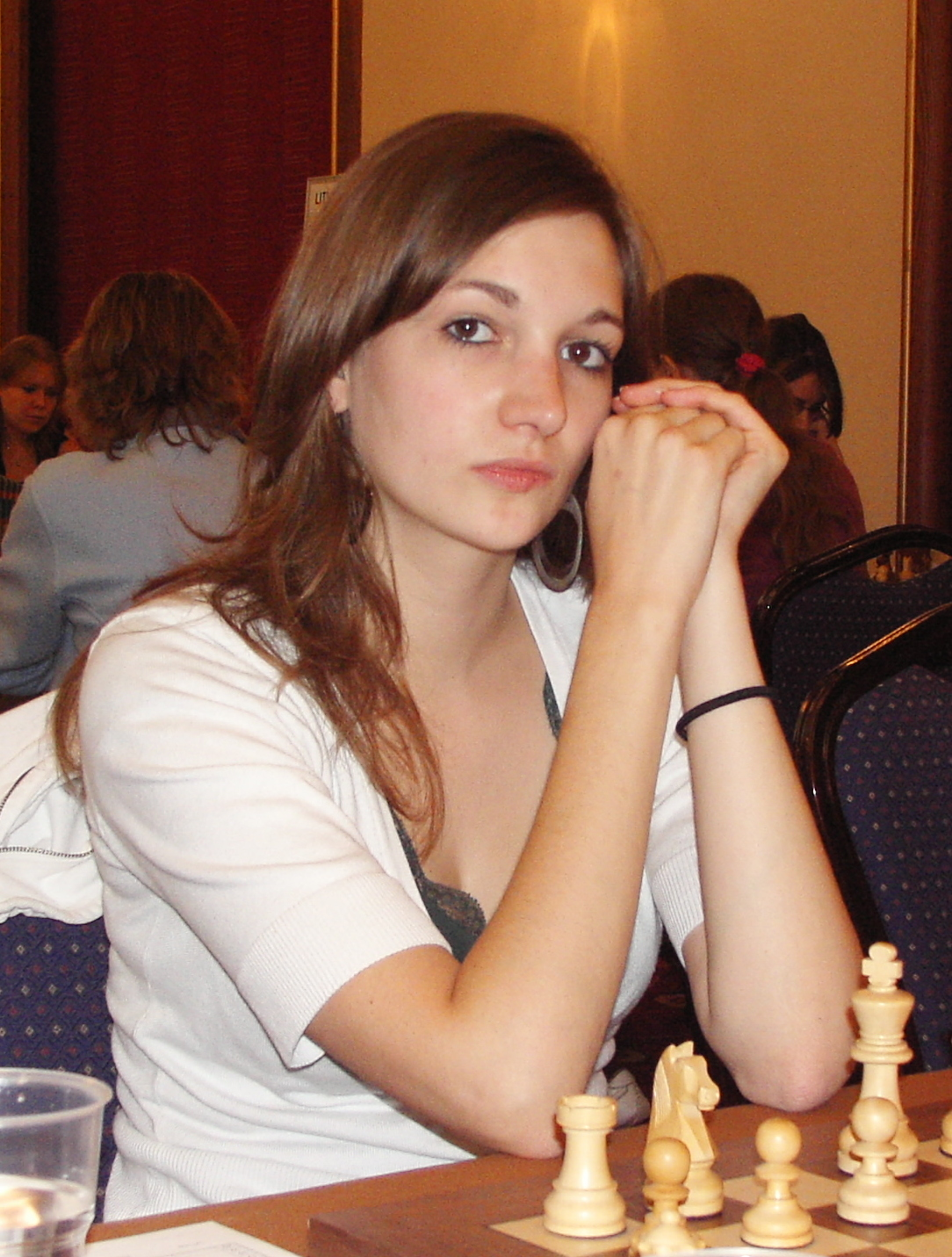
Monika Seps in Iraklio, 2007

In der Schweiz spielte sie für die SG Winterthur, danach für den Zürich Réti ASK, in den Saisons 2005 bis 2008 für den Luzern SK und danach bis 2015 wieder für den Schachclub Réti Zürich, mit dem sie 2011 die Schweizer Nationalliga und 2013 die Schweizer Bundesliga gewann. Seit 2016 spielt sie für die Schachgesellschaft Zürich, mit der sie 2016 die Nationalliga A gewann.
In der deutschen Frauenbundesliga spielte sie in der Saison 2006/07 beim SV 1947 Walldorf und in der Saison 2011/12 beim schwäbischen SV Wolfbusch.

## Titel
Sie trägt seit April 2006 den Titel Internationaler Meister der Frauen (WIM). Die Normen hierfür erzielte sie alle im Jahre 2005: im Juli bei der Schweizer Einzelmeisterschaft in Saas-Almagell, im September bei einem Young Masters Turnier in Lausanne und im Oktober bei einem Young Masters Turnier in Zug.
Im August 2014 wurde Monika Seps zur Grossmeisterin der Frauen (WGM) ernannt, die erforderlichen Normen erfüllte sie bei der Mannschaftseuropameisterschaft der Frauen 2013 und bei der Schacholympiade der Frauen 2014.
Die Schweizer Elo-Rangliste der Frauen hatte sie bis 2015 angeführt.